# William Hoy
William Harry Hoy (november 1955) is een Amerikaanse filmmonteur (editor) van Chinese afkomst.

## Carrière
In navolging van zijn zus Maysie Hoy begon William Hoy in de jaren 1970 samen te werken met regisseur Robert Altman. Zijn zus werkte in die periode als actrice en geluidsassistente voor de regisseur, hijzelf werd ingeschakeld als assistent-monteur. Zo werkte hij als assistent mee aan de montage van de Altman-films Quintet (1979) en HealtH (1980). Zijn zus Maysie werd later ook filmmonteur.
In de jaren 1980 werkte hij zich op in de filmindustrie en werd hij een assistent van monteur Neil Travis. Samen werkten ze aan films als Marie (1985), No Way Out (1987) en Dances with Wolves (1990). Die laatste film werd begin jaren 1990 bekroond met onder meer de Oscar voor beste film en beste montage. In het daaropvolgende decennium begon Hoy steeds meer te specialiseren in het monteren van actiefilms en thrillers. Zo werkte hij mee aan de montage van onder meer Se7en (1995) en The Bone Collector (1999). Vanaf de jaren 2000 begon hij ook met monteren van stripboekverfilmingen als Fantastic Four (2005), 300 (2006) en Watchmen (2009).
Hoy maakt deel uit van de American Cinema Editors (ACE) en werkt regelmatig samen met regisseurs als William Bindley, Phillip Noyce, Zack Snyder en Matt Reeves. Voor die laatste monteerde hij zowel Dawn of the Planet of the Apes (2012) als War for the Planet of the Apes (2017).

## Filmografie

### Als monteur
| - No Way Out (1987) - Silent Assassins (1988) - Best of the Best (1989) - Dances with Wolves (1990) - Star Trek VI: The Undiscovered Country (1991) - Patriot Games (1992) - Sliver (1993) - Judicial Consent (1994) - Outbreak (1995) - The Eighteenth Angel (1997) - The Man in the Iron Mask (1998) - The Repair Shop (1998) - The Bone Collector (1999) - Madison (2001) - We Were Soldiers (2002) - A Man Apart (2003) |  | - I, Robot (2004) - Fantastic Four (2005) - 300 (2006) - Fantastic Four: Rise of the Silver Surfer (2007) - Watchmen (2009) - Sucker Punch (2011) - Abraham Lincoln: Vampire Hunter (2012) - Dawn of the Planet of the Apes (2012) - Pan (2015) - 2:22 (2017) - War for the Planet of the Apes (2017) - The Last Summer (2019) - Underwater (2020) - Extraction 2 (2023) - Superman (2025) |

### Als assistent-monteur (selectie)
- Quintet (1979)
- HealtH (1980)
- The Philadelphia Experiment (1984)
- Se7en (1995)
- The Passion of the Christ (2004)
- Dawn of the Dead (2004)